# 西厚保村
西厚保村（にしあつそん）は、山口県美祢郡にあった村。現在の美祢市西厚保町各町にあたる。

## 地理
- 山岳 ： 草場山、猿王岳、江船山
- 河川 ： 厚狭川

## 歴史
- 1889年（明治22年）4月1日 - 町村制の施行により、厚保原村・厚保本郷村の区域をもって発足。
- 1954年（昭和29年）3月31日 - 大嶺町・伊佐町・於福村・東厚保村・豊浦郡豊田前町と合併して美祢市が発足。同日西厚保村廃止。

## 交通

### 鉄道路線
- - 美禰線（現・美祢線）
    - 厚保駅

### 道路
現在は旧町域に中国自動車道の美祢西インターチェンジが所在するが、当時は未開通。